# Leilani Sarelle

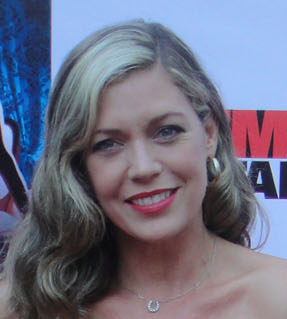
Leilani Sarelle (2012)

Leilani Sarelle (* 28. September 1966 in Kalifornien als Leilani Sarelle Figalan) ist eine US-amerikanische Schauspielerin.

## Leben und Karriere
Leilani Sarelle ist die Schwester der Schauspielerin Meilani Paul.
Sarelle debütierte als Schauspielerin in einer Folge der Fernsehserie Ein Engel auf Erden aus dem Jahr 1985. In der Horrorkomödie Neon Maniacs (1986) spielte sie eine der Hauptrollen, in der Komödie Shag – More Dancing (1989) trat sie neben Phoebe Cates und Bridget Fonda auf. Im Erotikthriller Basic Instinct (1992) spielte sie die Rolle von Roxy, der lesbischen Geliebten von Catherine Tramell, die Sharon Stone spielte. Im Thriller Blutige Ernte (1992) war sie in einer der Hauptrollen zu sehen. Im Fernsehfilm Der Konzern (1993) spielte sie neben James Garner, Jonathan Pryce und Joanna Cassidy eine der größeren Rollen. Nach einer langen Pause trat sie in einer Folge der Fernsehserie Sleeper Cell aus dem Jahr 2005 auf.
Sarelle arbeitet ebenfalls als bildende Künstlerin und Fotografin.
Sarelle war von 1991 bis 2003 mit Schauspielkollege Miguel Ferrer verheiratet und hat zwei Söhne mit ihm. Aus der Beziehung zum Modedesigner Amal Guessous stammt eine Tochter.

## Filmografie (Auswahl)
- 1986: Alptraum des Grauens (The Deliberate Stranger, Fernsehfilm)
- 1986: Neon Maniacs
- 1989: Shag – More Dancing (Shag)
- 1990: Thunder Race (Checkered Flag)
- 1990: Tage des Donners (Days of Thunder)
- 1992: Immer Ärger mit Robbie (Little Sister)
- 1992: Scheidung per Mord (Till Death Us Do Part, Fernsehfilm)
- 1992: Blutige Ernte (The Harvest)
- 1992: Basic Instinct
- 1993: Der Konzern (Barbarians at the Gate, Fernsehfilm)
- 1995: Crashpoint – Gehetzt (Breach of Trust)
- 2005: Sleeper Cell (Fernsehserie, 1 Folge)
- 2009: The Unit – Eine Frage der Ehre (The Unit, Fernsehserie, 1 Folge)
- 2010: The Mentalist (Fernsehserie, 1 Folge)
- 2012: Glee (Fernsehserie, 1 Folge)
- 2012: For the Love of Money
- 2013: 5 Hour Friends
- 2013: Night Claws
- 2013: Midlife
- 2014: Gnadenlose Rache (Relentless Justice)
- 2016: Black Road